# Рокочий Олексій Олексійович (старший)
Олексі́й Олексі́йович Рокочий (нар. 20 жовтня 1951 — пом. 04 вересня 2014) — український спортсмен-пауерліфтер, майстер спорту України з пауерліфтингу, майстер спорту України з гирьового спорту, заслужений тренер України.
Батько і тренер Рокочого Олексія Олексійовича (молодшого). Помер після чергової операції 4 вересня 2014 року.